# Végles

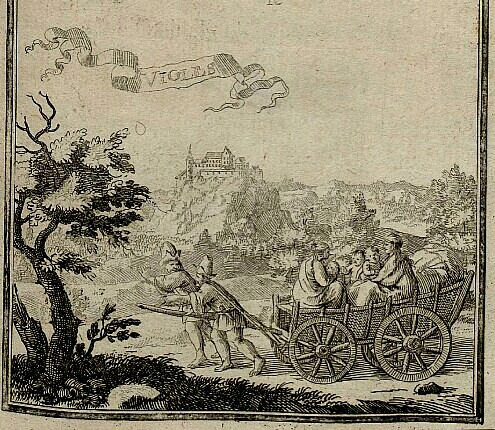
A vár a 17. sz. végén

Végles (korábban Véghles, illetve Véglesváralja, szlovákul Vígľaš, korábban Podvígleš) község Szlovákiában, a Besztercebányai kerület Gyetvai járásában.

## Fekvése
Zólyomtól 15 km-re keletre, a Szalatna partján fekszik.

## Története
Végles vára kevéssel 1368 előtt épült Nagy Lajos király vadászkastélyának, akinek kedvelt tartózkodási helye volt. A várat és a települést 1393-ban említik először. A zólyomi ispánsághoz tartozó királyi vár volt. 1424-től 1490-ig és 1527-től 1546-ig a királyné birtoka, a véglesi uradalom központja. Az 1440-es években Giskra birtokolta, de Mátyás visszafoglalta tőle. Mátyás maga is többször vadászott itt. A 16. században megerősítették és a török ellen kiépített végvárrendszer része lett. A vár léte sem tudta azonban megakadályozni, hogy a török a vár alatti települést többször felégesse, majd 1582 és 1668 között a töröknek adózzon. 1605-ben Rhédey Ferenc ostrommal foglalta el, az 1670-80-as években Thököly kétszer is elfoglalta. 1690-től az Eszterházi család birtoka volt, akik fényűző lakhelyet alakítottak ki benne. A szabadságharc alatt kuruc őrség állomásozott itt.
A 18. század végén Vályi András így ír róla: „VIGLES. Régi Vár Zólyom Várm. földes Ura Hg. Eszterházy Uraság, épűlt Zólyomhoz 1 mértföldnyire. Hajdan a’ Királyoké vólt, a’ mint Zsigmond Királynak itt lételekor, 1397-dikben kőltt Királyi Levele bizonyíttya. Bél Mátyásnak itten vólt útazásakor 1719-dikben omladozni kezdett, ’s megújjíttatását kívánnya, víg fekvéséhez képest. Valamint Bocskaiaknak, úgy Rákócziaknak ostromlásokat is kiállotta, ’s majd 2 esztendeig szemesen védelmeztetett; vólt ágyúi között ezzel az írattal is találtattak: Sp. Dominus Sós de Poltár, Eques auratus, fieri curavit.”
A településnek 1828-ban 84 háza és 636 lakosa volt, akik mezőgazdasággal és állattartással foglalkoztak.
Fényes Elek 1851-ben kiadott geográfiai szótárában így ír a faluról: „Végles-Váralja, (Podvigles), Zólyom m. tót falu, a Szalatna vize mellett s völgyében, Zólyomtól keletre 2 mfldnyire: 519 kath., 117 evang. lak. Postahivatala Nagy-Szalatnára tétetett. A faluval általellenben a Szalatna bal partján áll kősziklára épült régi vára, mellyben hajdan Corvin Mátyás vadászat kedveért gyakran mulatozott; mostan pedig nevet ád egy hg Eszterházy birtokához tartozó szép uradalomnak.”
A véglesi uradalmat a kiegyezés után hazatérő Nemeskéri Kiss Miklós 48-as honvéd ezredes vásárolta meg. Az új birtokos Franciaországban szerzett gazdag tapaszlatait felhasználva fűrészüzemet hozott itt létre. A Vera-forrás savanyúvizének forgalmazásához palackozóüzemet alapított. 1870-ben a várat Nemeskéri Kiss Miklós teljesen átépíttette, vadászkastélynak használták. 1890-ben sajtgyárat alapított a községben, mely Magyarország területén először gyártott roquefort sajtot. A trianoni diktátumig Zólyom vármegye Nagyszalatnai járásához tartozott.
A vár a második világháború végén, 1945 februárjában az itt folyt harcokban ment tönkre. 1946-ban 1 családot jelöltek ki áttelepítésre. 2009 és 2014 között újjáépítették a várat. Ma általános iskola és több étterem is található a településen.

## Népessége
| Év:            | 1994. | 2004.   | 2014.   | 2024.    |
| -------------- | ----- | ------- | ------- | -------- |
| Emberek száma: | 1607  | 1663    | 1667    | 1477     |
| Eltérés:       |       | +3,48 % | +0,24 % | -11,39 % |

| Év:            | 2023. | 2024.   |
| -------------- | ----- | ------- |
| Emberek száma: | 1501  | 1477    |
| Eltérés:       |       | -1,59 % |

1880-ban 840 lakosából 17 magyar és 765 szlovák anyanyelvű volt.
1890-ben 884-en lakták, ebből 14 német, 68 magyar, 792 szlovák és 10 egyéb anyanyelvű.
1900-ban 934 lakosából 21 német, 44 magyar, 848 szlovák és 10 egyéb anyanyelvű volt.
1910-ben 1041-en lakták, ebből 54 magyar és 932 szlovák anyanyelvű volt.
1921-ben 1140 lakosából 5 német, 1130 csehszlovák és 5 egyéb vagy külföldi volt.
1930-ban 1132 lakosából 8 német, 1123 csehszlovák és 1 állampolgárság nélküli volt.
1991-ben 1628-an lakták, ebből 3 magyar és 1564 szlovák.
2001-ben 1636-an lakták: 2 magyar és 1589 szlovák.
2011-ben 1697 lakosából 2 magyar, 5 cseh, 36 cigány, 1513 szlovák és 139 ismeretlen nemzetiségű volt.
2021-ben 1546-an lakták, ebből 1460 (+9) szlovák, 24 (+12) cigány, 7 cseh, 4 ukrán, 4 orosz, 1 (+2) magyar (0,06%), 1 ír, 1 egyéb, (+2) ruszin és 44 ismeretlen nemzetiségű.

## Neves személyek
- Itt született 1540-ben Wesselényi Ferenc főkamarás, főispán, kincstárnok.
- Itt hunyt el 1614-ben Pogrányi Benedek törökverő vitéz.

## Nevezetességei
- A Szalatna-folyó bal partján egy hegyvonulat kiálló szikláján áll Végles várkastélya a gótikus várkápolnával.
- A vártól délre emelkedő Šamilovec-hegyen 16. századi őrtorony maradványai találhatók.
- A községben látható az 1806-ban épült klasszicista stílusú harangláb.
- Egy 1906-ból származó technikai műemlék, egy kisvasút vonatszerelvény része látható a harangláb közelében.
- Pstruša nevű településrészén a múlt század elejéről származó, még ma is jó állapotban lévő házak és egy öreg malomépület találhatók.

### A vár az újjáépítés előtt

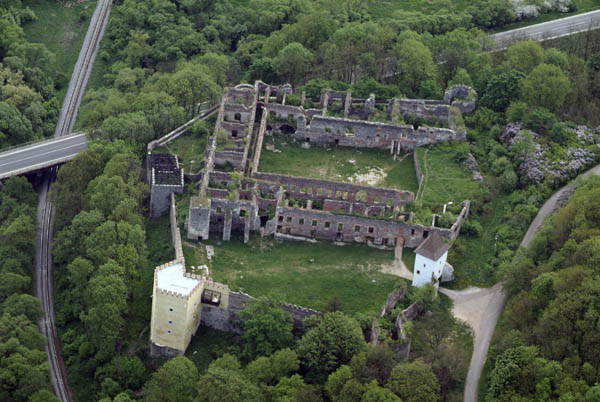
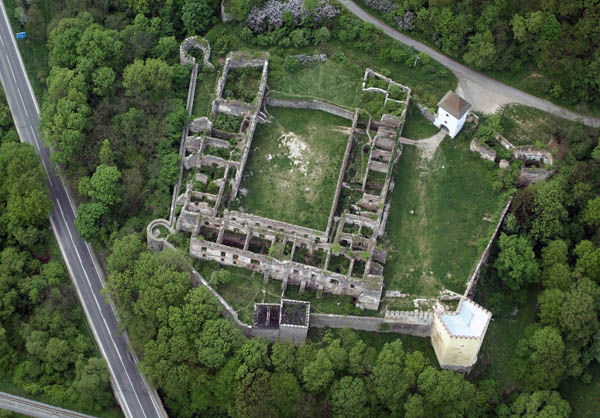
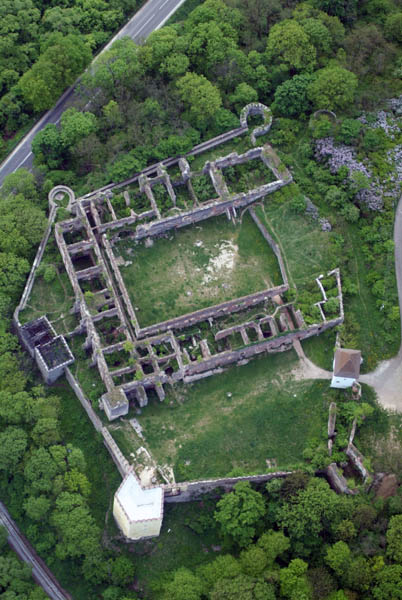